# Radziszów
Radziszów is een dorp in de Poolse woiwodschap Klein-Polen. De plaats maakt deel uit van de gemeente Skawina en telt 2800 inwoners.

## Verkeer en vervoer

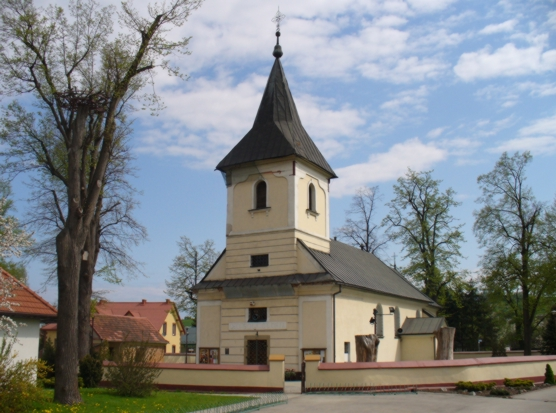
Radziszów

- Station Radziszów